# Лотштетен
Лотштетен (њем. Lottstetten) општина је у њемачкој савезној држави Баден-Виртемберг. Једно је од 32 општинска средишта округа Валдсхут. Према процјени из 2010. у општини је живјело 2.191 становника. Посједује регионалну шифру (AGS) 8337070.

## Географски и демографски подаци
Лотштетен се налази у савезној држави Баден-Виртемберг у округу Валдсхут. Општина се налази на надморској висини од 433 метра. Површина општине износи 13,4 km². У самом мјесту је, према процјени из 2010. године, живјело 2.191 становника. Просјечна густина становништва износи 164 становника/km².